# Nico Brandsen
Nico Brandsen (Alkmaar, 7 augustus 1960 – 10 januari 2024) was een Nederlands toetsenist, gespecialiseerd op het hammondorgel. 
Hij was al lang met musiceren bezig. Levenslange vriendin Angela Groothuizen, met wie hij sinds 1989 menig theatervoorstellingen maakte, zag hem al al trommelaar bij een Alkmaars trompetterkorps, dat deelnam aan een taptoe. Brandsen wilde niet deel uitmaken van een muziekgroep, maar werd een soort manusje-van-alles in allerlei muziekstijlen. Hij was muziekproducent, (co-)componist, arrangeur etc. Voorts bestierde hij een eigen geluidsstudio Drawbar Studio/Drawbar Music (drawbar is een wezenlijk onderdeel van het hammondorgel). Hij was betrokken bij opnamen en concerten van uiteenlopende artiesten als Ilse DeLange, Kane, Bob Fosko, Jan Akkerman, Van Dik Hout, Maarten van Roozendaal, Golden Earring, Marco Borsato, Anouk, de musical The Blues Brothers en  televisieprogramma The Voice of Holland. Brandsen en Groothuizen schreven samen met Jan Beuving ‘’Vinkeveen’’, dat onderscheiden werd met de Annie M.G. Schmidtprijs.
Dat in een band spelen kwam er dan eindelijk toch van; vanaf 2015 speelde hij met Melanie Jonk en Ton Dijkman (hij speelde al met hem bij Groothuizen) in Mell & Vintage Future, een samensmelting van die oude muziekstromingen maar dan met 21e-eeuwse muziekinstrumenten. Daarvoor vond hij de combinatie van hammondorgel met ableton, waarbij diverse klanken van piano tot basgitaar uit één instrument kwamen. Andere bandnamen die hij hanteerde waren bijvoorbeeld OLaBOLA, De Groep Fosko, Ro & Paradise Funk (met Ro Krom).
Ook op het gebied van lesgeven was hij actief; sinds 2004 was hij popdocent aan het Conservatorium van Amsterdam. In datzelfde jaar was hij door het Nederlands Pop Instituut uitgeroepen tot beste toetsenist van Nederland.
Bij zijn overlijden roemde collega Sven Figee Brandsens spel, waarin altijd sporen te vinden waren van funk en blues.
In zijn vrije tijd was hij soms te vinden op de voetbalvelden. In zijn jeugd speelde hij bij de Flamingo’s. Op later leeftijd was hij voetbaltrainer bij AFC IJburg.
In juni 2023 werd bij hem een hersentumor geconstateerd, waaraan hij het daaropvolgende jaar overleed. Brandsen werd in stilte gecremeerd en liet een vrouw en drie kinderen na.